# Český Těšín
Český Těšín (Duits: Teschen, Pools: Czeski Cieszyn) is een Tsjechische stad in de regio Moravië-Silezië, en maakt deel uit van het district Karviná. Český Těšín telt 26.330 inwoners (2006).

## Geschiedenis
Český Těšín vormt met het Poolse Cieszyn een dubbelstad (oude Duitse naam: Teschen). Sinds 1918 is de stad verdeeld in een Pools en een Tsjechisch deel.

## Verkeer en vervoer
- Station Český Těšín

## Bekende inwoners
- Ludwig Konjetschni (1892-na 1951) zakenman

Albrechtice ·
Bohumín ·
Český Těšín ·
Dětmarovice ·
Dolní Lutyně ·
Doubrava ·
Havířov ·
Horní Bludovice ·
Horní Suchá ·
Chotěbuz ·
Karviná ·
Orlová ·
Petrovice u Karviné ·
Petřvald ·
Rychvald ·
Stonava ·
Těrlicko